# براکساید، بارکشر
براکساید (به انگلیسی: Brookside) یک روستا در بریتانیا است که در جنوب شرقی انگلستان واقع شده‌است.